# Murten
Murten o Morat es una comuna y ciudad histórica suiza del cantón de Friburgo, capital del distrito de See. Limita al norte con las comunas de Muntelier, Galmiz y Büchslen, al este con Lurtigen, al sur con Salvenach, Münchenwiler (BE) y Courgevaux, y al oeste con Greng, Meyrier, Haut-Vully y Bas-Vully. Gracias a su exclave limita también con las comunas de Ried bei Kerzers y Müntschemier (BE)
Forman parte del territorio comunal las localidades de: Altavilla, Burg bei Murten, Erli, Löwenberg, Prehl y Siechenmatt.

## Transportes
Ferrocarril

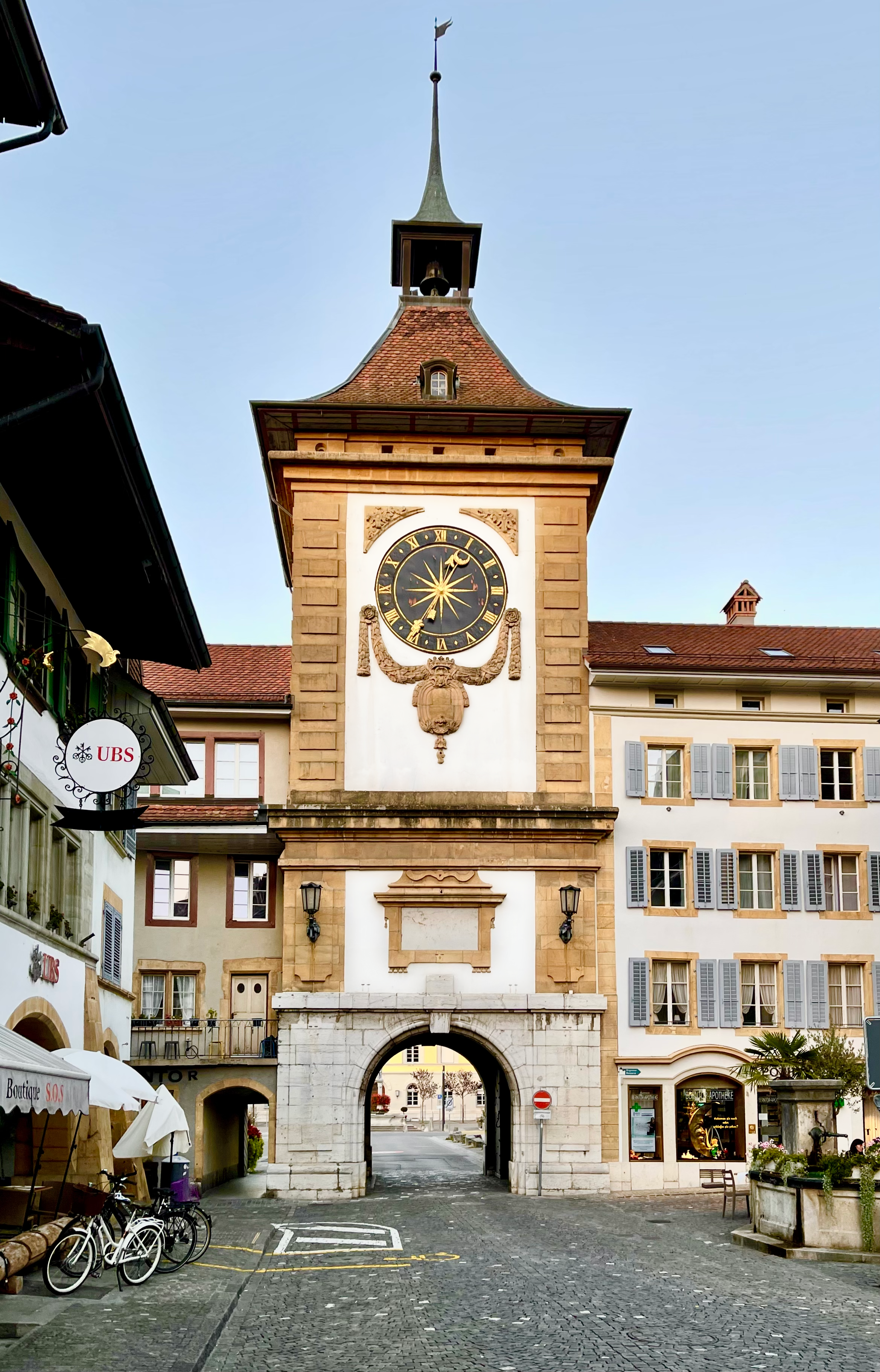
Puerta de Berna en Murten, 2023.

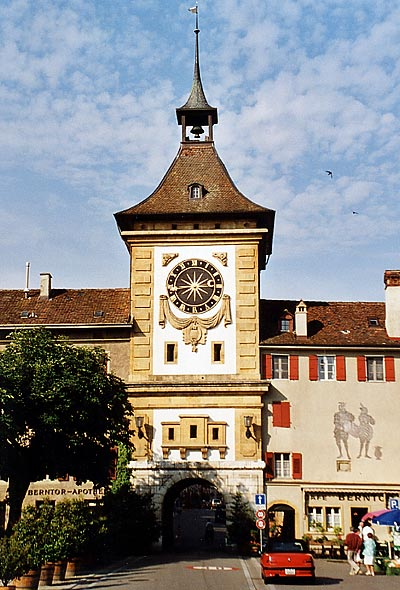
Puerta de Berna in Murten

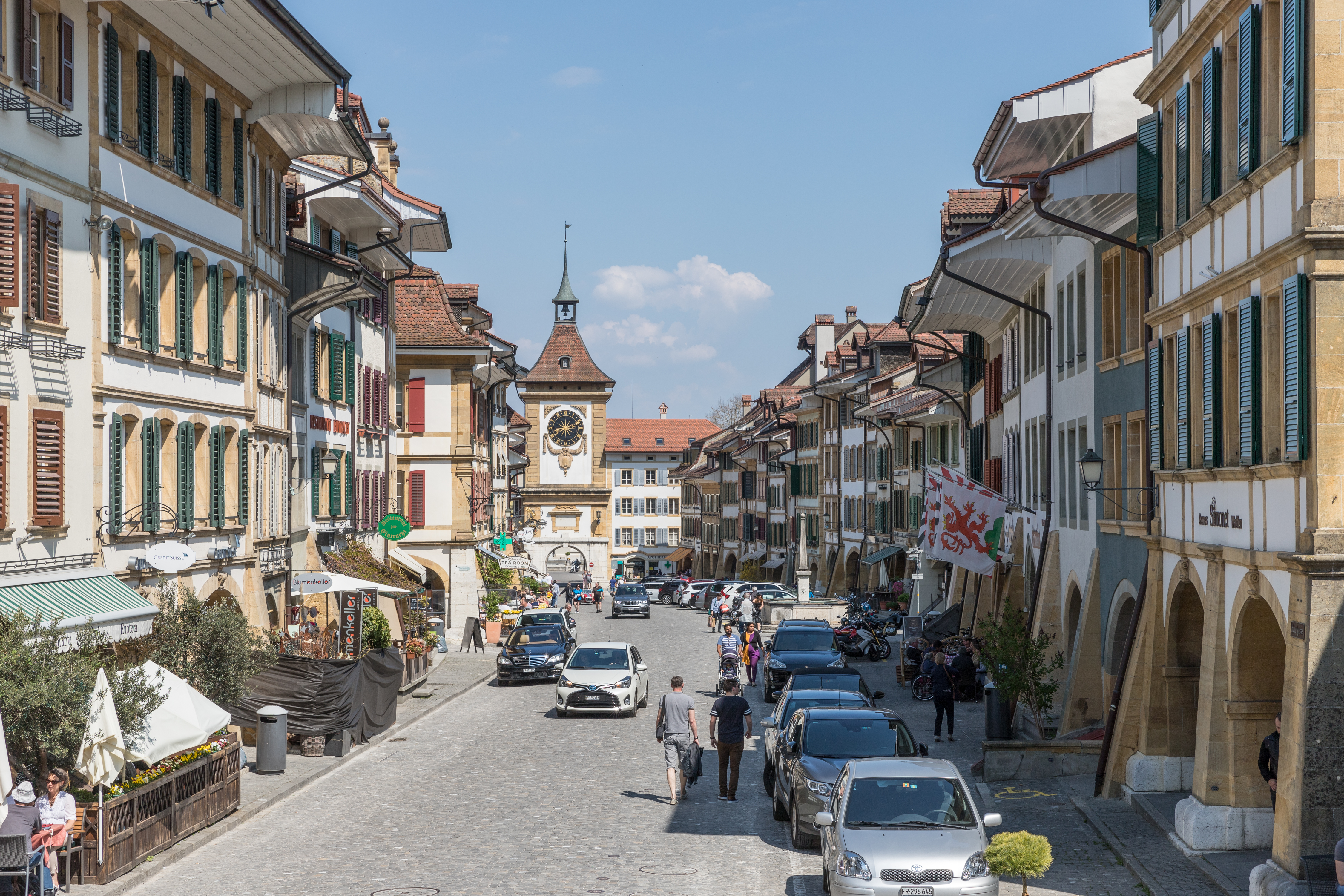
Calle principal en Murten.

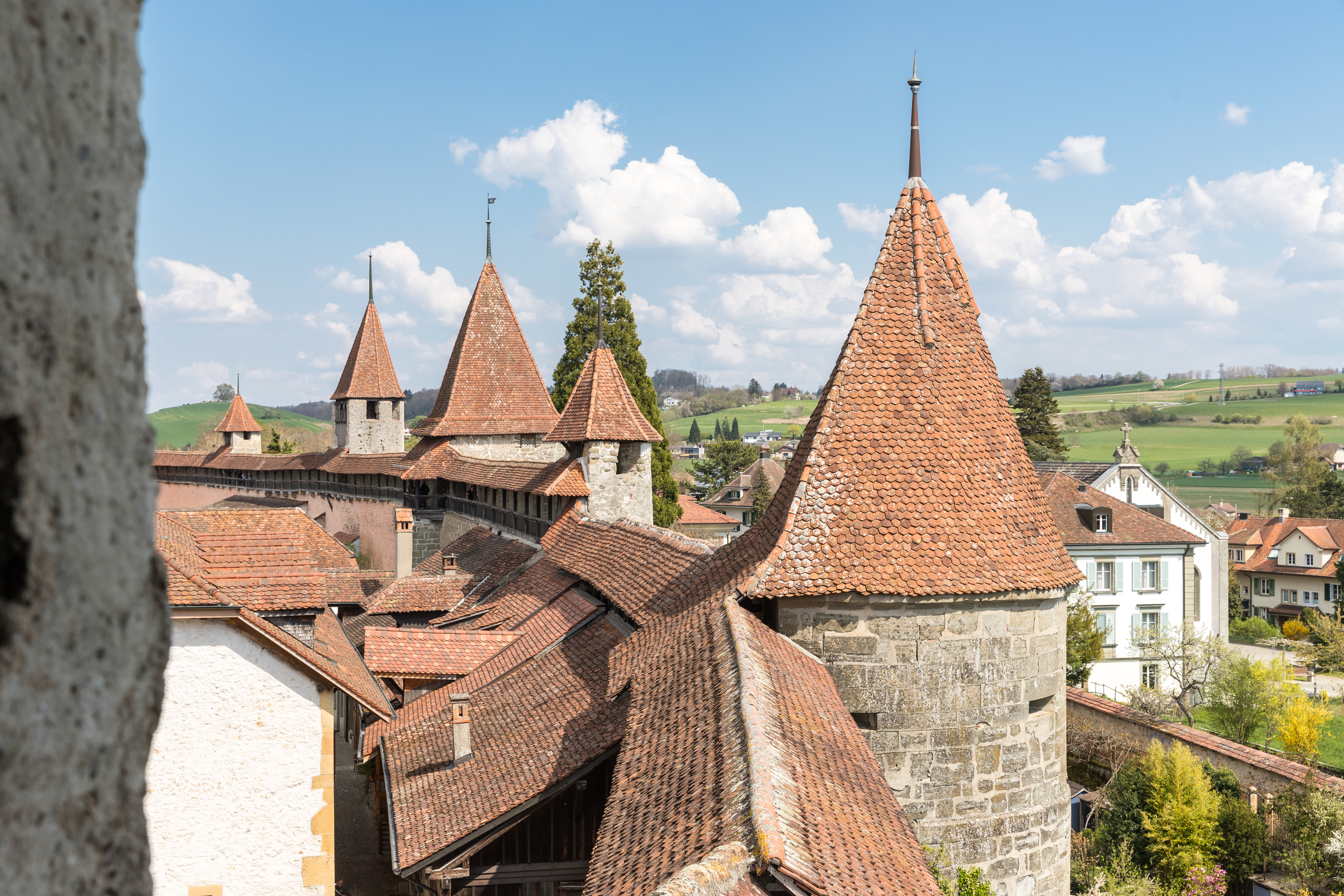
Muralla de Murten.

La ciudad dispone de una estación de ferrocarril en la que efectúan parada trenes de ámbito regional que permiten establecer conexiones directas con las principales comunas del cantón, así como de los cantones vecinos.